# 西那須野女子大生刺殺事件
西那須野女子大生刺殺事件（にしなすのじょしだいせいしさつじけん）は、2001年（平成13年）に日本の栃木県那須郡西那須野町（現：那須塩原市）で発生した殺人事件。
目撃情報や物証に乏しいため捜査は難航し、その後も犯人特定・逮捕には至っておらず、未解決事件となっている。
西那須野町は事件から4年後の2005年に市町村合併し、那須塩原市となった。

## 概要
2001年（平成13年）4月14日午前4時20分ごろ、西那須野町の民家の駐車場で、女性があおむけに倒れているのが発見され、新聞配達員から110番通報があった。警察が駆けつけたところ、若い女性がすでに死亡していた。女性の首や胸、腹部には刃物で刺された痕があった。死亡した女性は近くのマンションに住む国際医療福祉大学4年生の女性（24歳）と判明した。

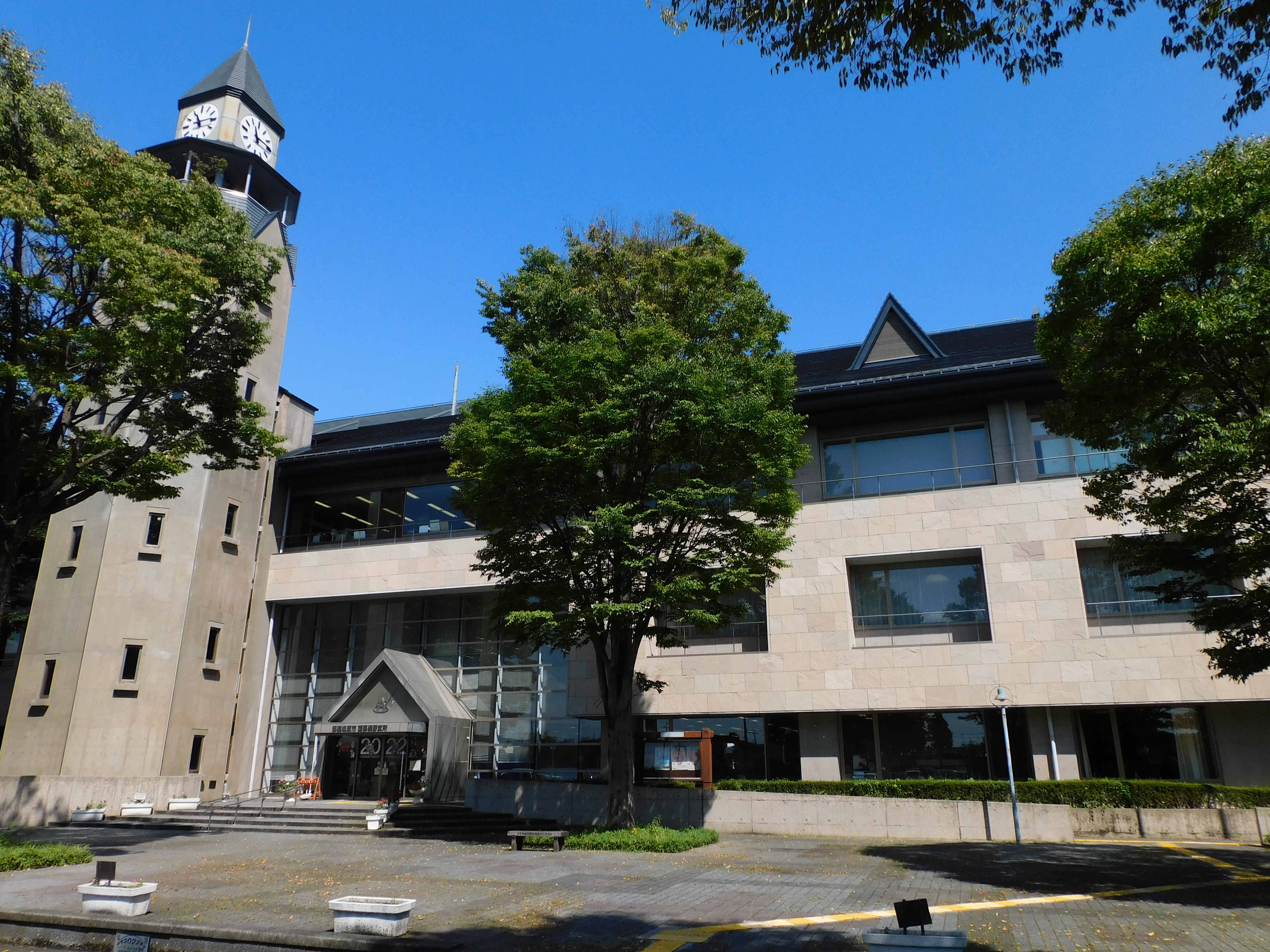
事件現場近くにある那須塩原市役所西那須野支所（事件当時の西那須野町役場）

現場は、西那須野町役場（当時）の南側で、閑静な住宅街の一角。
大田原警察署捜査本部の調べでは、遺体の刺し傷は首、胸、背中など約10カ所あり、現場近くから凶器と見られる刃物も見つかった。また現場の民家1階のガラス窓は割れており、遺体の手の甲に傷があった。事件の発生時刻は同日未明の午前4時前頃とみられており、被害者の女性は自室で襲われて外へと逃げ出した後、現場の民家に駆け込み、助けを求める前に現場で殺害されたと考えられている。民家は事件時は留守であった。
目撃情報や物証に乏しいため捜査は難航し、那須塩原警察署では事件から10年以上が経過した後も定期的にチラシを配布して市民からの情報提供を呼びかけているが、その後も未解決となっている。

## 事件当日の状況
2001年4月13日
午後4時頃 大学の講義が終了後にアルバイト先に出勤
午後11時頃 アルバイトの仕事が終わりしばらくアルバイト先の同僚と一緒にいた。
2001年4月14日
午前0時20分頃 アルバイト先を出る
午前1時頃 コンビニエンスストアで夜食を購入。
午前1時30分頃 帰宅したと思われる。
午前3時頃 周辺の住民が10回以上の悲鳴を聞く
午前4時頃 遺体が発見される。